# Baptiste Savaete
Baptiste Savaete, född 19 oktober 2000, är en fransk roddare.

## Karriär
I april 2021 vid EM i Varese tog Savaete silver i lättvikts-scullerfyra tillsammans med Benjamin David, Victor Marcelot och Ferdinand Ludwig.
I april 2024 vid EM i Szeged tog Savaete brons i lättvikts-singelsculler.